# إرفينغ فيليبس
إرفينغ فيليبس (بالإنجليزية: Irving Phillips)‏ هو كاتب مسرحي وكاتب وكاتب سيناريو ورسام كارتون أمريكي، ولد في 29 نوفمبر 1904 في وليتون في الولايات المتحدة، وتوفي في 28 أكتوبر 2000 في سانتي في الولايات المتحدة.

## وصلات خارجية
- إرفينغ فيليبس على موقع IMDb (الإنجليزية)
- إرفينغ فيليبس على موقع قاعدة بيانات برودواي على الإنترنت (الإنجليزية)
- إرفينغ فيليبس على موقع قاعدة بيانات الفيلم (الإنجليزية)